# 1980 у кіно

## Події
- Французький актор Луї де Фюнес отримує нагороду «Сезар».

## Фільми

### Світове кіно

#### 0-9
- 1958 /  Норвегія

#### А
- Абдула /  Індія
- Аероплан! /  США
- Алігатор /  США
- Американський жиголо /  США
- Ангар 18 /  США
- Антропофаг /  Італія
- Атлантик-Сіті /  Канада  Франція

#### Б
- Бійка в Бетл-Крік /  Гонконг  США
- Блакитна лагуна /  США
- Брама небесна /  США
- Брати Блюз /  США
- Бронко Біллі /  США
- Брубейкер /  США

#### В
- Вживані автомобілі /  США
- Винищувач /  США
- Випускний /  США
- Візьму твій біль /  СРСР
- Він знає, що ви одні /  США
- Вірус /  Японія
- Все про Мойсея /  США

#### Г
- Гамера:супермонстр /  Японія
- Гніздо /  Іспанія
- Гольф-клуб /  США

#### Д
- Дванадцять місяців (аніме) /  Японія  СРСР
- Дальні їздці /  США
- Дев'ята конфігурація /  США
- Десь у часі /  США
- Дзеркало тріснуло /  Велика Британія
- Дочка шахтаря /  США

#### З
- З дев'ятої до п'ятої /  США
- Захоплення /  Іспанія
- Звичайні люди /  США
- Змінені стани /  США
- Зоряні війни Епізод V: Імперія завдає удар у відповідь /  США
- З'їдені заживо! /  Італія

#### К
- Каскадер /  США
- Константа /  Польща
- Король та пересмішник (мультфільм) /  Франція
- Королівство алмазів /  Індія
- Ксанаду /  США

#### Л
- Людина-слон /  США
- Лулу /  Франція

#### М
- Мабуть, боги з'їхали з глузду /  ПАР  Ботсвана
- Маленькі спокусниці /  США
- Маніяк /  США
- Мисливець /  США
- Мій американський дядечко /  Франція
- Місто жінок /  Італія  Франція
- Молодий майстер /  Гонконг

#### Н
- Невелике коло друзів /  США
- Недільні коханці /  Франція  США  Італія  Велика Британія
- Німеччина, бліда мати /  ФРН

#### О
- Одягнений для вбивства /  США
- Олександр Великий /  Греція  Італія  ФРН
- Останнє метро /  Франція
- Останній відлік /  США
- Останній свідок /  Південна Корея

#### П
- Пекло /  Італія
- Пекло канібалів /  Італія
- Пепі, Люсі, Бом та інші дівчата /  Іспанія
- Повернення короля (мультфільм) /  США  Японія
- Поганий син /  Франція
- Попай /  США
- Постійна відпустка /  США
- Прямий репортаж про смерть /  Франція  Німеччина
- Пробудження /  Велика Британія
- П'ятниця, 13-те /  США

#### Р
- Рядовий Бенджамін /  США
- Рятуй, хто може (своє життя) /  Франція  Австрія  ФРН  Швейцарія

#### С
- Скажений бик /  США
- Спеціальне лікування /  Югославія
- Співак джазу /  США
- Спогади про зоряний пил /  США
- Структура моменту /  СРСР
- Супермен 2 /  Велика Британія  США
- Сяйво /  США

#### Т
- Таймс-Сквер /  США
- Тінь воїна /  Японія
- Том Горн /  США
- Туман /  США

#### Х
- Хочу зрозуміти /  СРСР
- Хто там співає? /  Югославія
- Хубсоорат /  Індія

#### Ч
- Чорний мармур /  США

#### Ш
- Шукач /  США

#### Я
- Як тільки зможеш /  США

### УРСР
- Крізь терни до зірок
- «Мерседес» втікає від погоні

## Персоналії

### Народилися
- 12 лютого — Крістіна Річчі, американська акторка.
- 27 березня — Ніколя Дювошель, французький актор.
- 26 квітня — Джордана Брюстер, американська акторка.
- 22 травня — Андрій Чадов, російський актор.
- 5 липня — Ева Грін, французька акторка.
- 11 липня — Скороходько Павло Михайлович, український актор та режисер дублювання, телеведучий.
- 26 серпня — Маколей Калкін, американський актор.
- 1 вересня — Летиція Дош, французька і швейцарська акторка.
- 25 вересня — Еліо Джермано, італійський актор.
- 12 листопада — Раян Гослінг, американський актор, номінант на премію «Оскар».
- 30 листопада — Уда Беньяміна, французька кінорежисерка і сценаристка марокканського походження.
- 19 грудня — Джейк Джилленгол, американський актор, лауреат премії BAFTA.

### Померли
- 1 січня — Передерій Олег Феофанович, радянський і український художник кіно, художник-постановник.
- 3 березня — Яковченко Юнона Миколаївна, українська радянська акторка.
- 9 березня — Ольга Чехова, російська і німецька акторка.
- 16 квітня — Альф Шеберґ, шведський актор, театральний і кінорежисер.
- 29 квітня — сер Альфред Гічкок, британський режисер, продюсер, сценарист.
- 9 травня — Демінський Віктор Степанович, радянський український художник кіно.
- 14 травня — Г'ю Гріффіт, британський актор.
- 27 травня — Миронер Фелікс Юхимович, український радянський кінорежисер і сценарист.
- 9 червня — Задніпровський Михайло Олександрович, український актор.
- 2 липня — Шпінель Йосип Аронович, радянський художник, художник кіно.
- 16 липня — Анджапарідзе Мері Івліанівна, радянська кінорежисерка та сценаристка.
- 18 липня — Панасьєв Микола Лаврентійович, український актор.
- 25 липня — Володимир Висоцький, радянський актор театру і кіно, поет, співак.
- 11 серпня — Віллі Форст, австрійський актор, режисер, продюсер.
- 20 серпня — Лавров Юрій Сергійович, радянський актор театру і кіно, театральний режисер.
- 4 вересня — Ераст Гарін, радянський актор, режисер, сценарист, лауреат Державної премії СРСР (1941), народний артист СРСР (1977).
- 25 вересня — Льюїс Майлстоун, кінорежисер.
- 30 вересня — Анатолій Петрович Кторов, радянський актор театру і кіно, народний артист СРСР.
- 2 жовтня — Луї Дакен, французький кінорежисер, сценарист і актор.
- 31 жовтня — Ян Веріх, чеський комедійний актор, драматург, сценарист, письменник.
- 3 листопада — Любов Добржанська, радянська акторка театру і кіно, народна артистка СРСР (1965).
- 7 листопада — Стів Макквін, американський актор, авто- і мотогонщик.
- 8 листопада — Ячницький Аполлон Володимирович, радянський та український актор театру і кіно.
- 9 листопада — Кармел Майерс, американська актриса.
- 10 листопада — Корецький Леонід Михайлович, український радянський організатор кіновиробництва.
- 22 листопада — Мей Вест, американська акторка, драматург, сценарист.
- 28 листопада — Сара Мейсон, американська сценаристка.
- 29 листопада — Едіт Евансон, американська акторка.
- 26 грудня — Ейбоженко Олексій Сергійович, радянський актор театру та кіно.
- 30 грудня — Інагакі Хіросі, японський режисер, сценарист, продюсер та актор (нар. 1905).
- 31 грудня — Рауль Волш, американський кінорежисер, актор, сценарист, продюсер.